# Gettygo
Gettygo (Eigenschreibweise: GETTYGO) ist ein deutscher Dienstleister für den Reifenhandel. GETTYGO ist eine Business-to-Business-Plattform für den stationären Handel und internationalen Lieferanten und Hersteller für Reifen, Räder und Autoteile. Gettygo ist hauptsächlich in Deutschland und Frankreich aktiv.

## Geschäftsmodell
Gettygo wurde 2005 gegründet und bietet seinen Kunden eine Onlineplattform zur Bestellung von Reifen, Felgen, Kompletträdern und KFZ-Teilen für Autos, Lastwagen und Motorräder bei Lieferanten und Großhändlern. Die Abrechnung für den Kunden erfolgt auch für verschiedene Lieferanten zentral über Gettygo. Ware wird dezentral vom Lagerort des Lieferanten zum bestellenden Kunden versendet.
Die Nutzung des Angebots erfordert eine Registrierung und steht eingetragenen Unternehmen offen. Hauptkunden sind Autohäuser, Werkstätten und Reifenhändler in Deutschland und Österreich. Zur Bedienung der Märkte in Frankreich, Belgien und Spanien wurde 2011 die GETTYGO SAS mit Sitz und Büro in Strasbourg gegründet, in dem ca. 10 Mitarbeiter arbeiten. Die GETTYGO SAS ist eine 100% Tochter der GETTYGO GmbH.

## Rezeption
Die zentrale Rechnungsstellung und die Angebote des Kundenservice gehen nach Ansicht der Branchenzeitschrift KFZ-Betrieb über die Aufgaben eines reinen Vermittlers hinaus, Gettygo weise damit selbst Merkmale eines Großhändlers auf, bzw. sehe sich als solcher.
Im Zusammenhang mit den wirtschaftlichen Schwierigkeiten von Online-Reifenhändlern mit eigener Lagerhaltung wurden Dienstleister wie Gettygo, die ohne eigene Lagerbestände die Geschäftsbeziehungen zwischen stationärem Handel und Lieferanten vermitteln und betreuen, als Beispiele für profitablen und zukunftsfähigen Online-Handel genannt. In der alle zwei Jahre durchgeführten Leser-Befragung der Fachzeitschriften AUTOHAUS und asp Auto Service Praxis konnte Gettygo 2018 und 2020 die meisten Stimmen in der Kategorie „Reifenhandel“ gewinnen.